# 룸펜 부르주아지
룸펜 부르주아지(Lumpenbourgeoisie)는 라틴 아메리카에서 식민지와 신 식민지 엘리트의 맥락에서 주로 사용되는 용어로, 신 식민지 세력에 크게 의존하고지지하고있다. 그것은 독일 낱말 Lumpen ( "넝마")와 프랑스 단어 부르주아의 혼합물이다.

## 같이 보기
- 매판
- 종속 이론
- 도둑정치
- 프티 부르주아지
- 룸펜 프롤레타리아
- 노동귀족